# Beurré Six
La Beurré Six est une variété de poire.

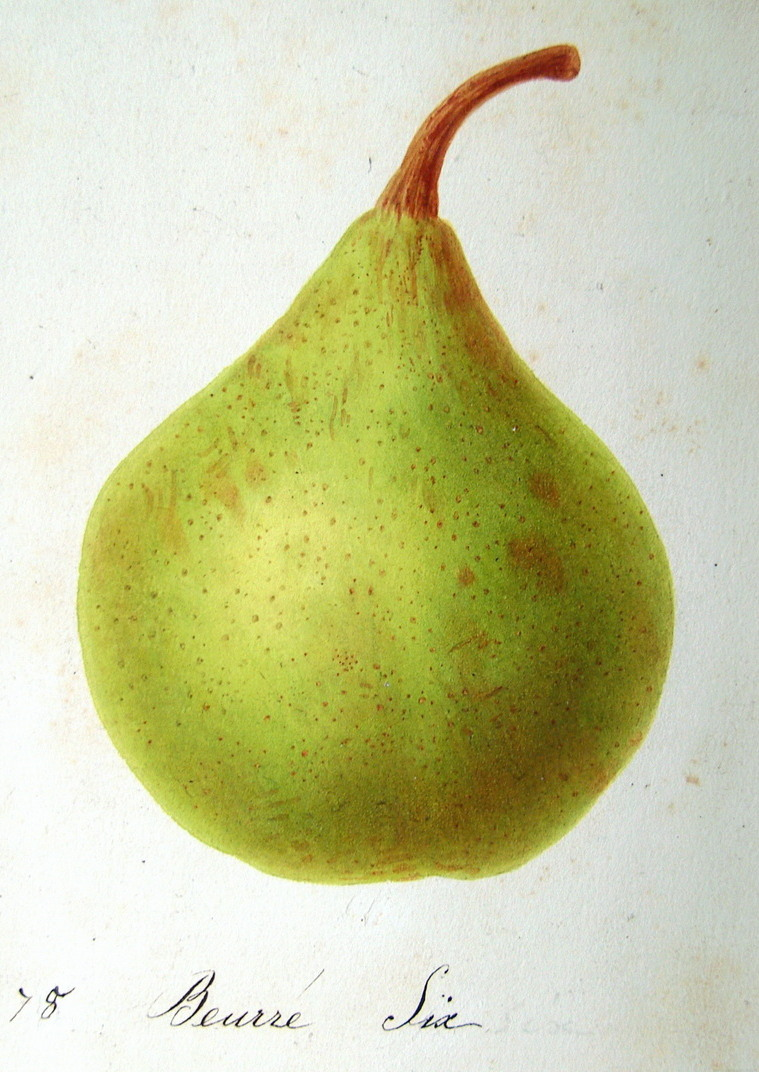
Beurré Six.

## Synonymes
- Six,
- Six Butterbirne.

## Origine
La variété est obtenue en 1845, par M. Six, jardinier à Courtrai, Belgique.

## Arbre
Rameaux : de force et de longueur moyennes, assez droits, vert brun, à lenticelles fauves.
Yeux. - Gros, longs, coniques, écartés du rameau.
Culture. Cette variété peut être greffée indistinctement sur franc ou sur cognassier ; cependant, elle a tendance à s'épuiser sur cognassier. De vigueur et de fertilité suffisantes dans tous les sols sains, ses fruits ne peuvent être transportés par suite de la finesse de l'épiderme. On peut la cultiver sous toutes les formes, sauf le plein vent ; mais on recommande particulièrement l'espalier où le fruit acquiert un plus fort volume et est meilleur.
Répandue dans toutes les régions, elle doit être taillée normalement ; pendant les fortes chaleurs, les feuilles sont fréquemment brûlées par le soleil.
Le fruit est facilement attaqué par la tavelure ; il sera bon de traiter l'arbre et les fleurs préventivement avec les solutions cupriques.
Fruit d'amateur et de collection.
L'arbre se greffe indifféremment sur franc ou sur cognassier.

## Fruit
Assez gros ou gros, ventru bosselé et côtelé dans son pourtour.
Epiderme. Fin, brillant, jeune clair, finement pointillé de roux, granité de vert.
Pédicelle. De moyenne grosseur, parfois assez long et mince, arqué, implanté bien au sommet du fruit dont souvent il semble être la continuation.
Œil :  assez grand, inséré dans une cavité peu profonde et plissée.
Chair. Blanche, teintée de verdâtre, surtout contre la peau, très fine, très fondante, très juteuse, sucrée, acidulée, agréablement parfumée.
Qualité. Bonne.
Maturité : octobre, novembre et décembre.

## Appréciation générale
Fruit d'amateur et de collection.
Poire beurrée de première qualité, très goûteuse.

#### Ouvrages
- André Leroy,  « Dictionnaire de Pomologie », Poires, tomes  I et II, Imprimeries Lachaire à Angers.
- H. Kessler : « Pomologie illustrée », Imprimeries de la Fédération S.A, Berne.
- Georges Delbard, « Les Beaux fruits de France d’hier », Delbard, Paris, 1993,  (ISBN 2-950-80110-2).

#### Revues et publications
- Revue « Fruits Oubliés », no 54.